# Petrelaea dima
Petrelaea dima är en fjärilsart som beskrevs av Rhé Philipe 1910. Petrelaea dima ingår i släktet Petrelaea och familjen juvelvingar. Inga underarter finns listade i Catalogue of Life.